# Alessandro Grimaldi (doge)
Pour l’article homonyme, voir Alessandro Grimaldi (peintre).
Alessandro Grimaldi a été le 121e doge de Gênes du 27 juin 1671 au 27 juin 1673.